# De cultu feminarum
De cultu feminarum (dt.: „Vom Putz der Frauen“) ist eine Schrift des antiken christlichen Schriftstellers Tertullian. Die Schrift ist in Latein verfasst und besteht aus zwei Büchern, die ursprünglich unabhängig voneinander entstanden sind (Buch I: um 205/6; Buch II: um 196/7), die aber beide Mode und Schmuck zum Thema haben. Im ersten Buch findet sich ab dem zweiten Kapitel ein langer Exkurs über das Äthiopische Henochbuch, in dem Tertullian u. a. zu beweisen versucht, dass das Buch vom biblischen Henoch verfasst sein muss.
In De cultu feminarum legt Tertullian dar, warum sich eine christliche Frau von Schmuck und Schminkkünsten fernzuhalten habe. Er nennt hierfür vier Gründe:
1. Die Frau per se ist für den Sündenfall verantwortlich. Sie hat den Mann als Ebenbild Gottes zu Boden geworfen. Deswegen ist das Tragen von Trauerkleidern angemessen und jeglicher Prunk zu meiden.
2. Im Henochbuch werde bewiesen, dass Schmuck und Prunk teuflischen Ursprungs sind.
3. Schmuckgegenstände sind wertlos. Gold und Silber entstammen der Erde und können deswegen nichts anderes als Erde sein. Für Edelsteine und Perlen gilt, dass sie für nichts Praktisches verwendet werden können und deswegen wertlos sein müssen.
4. Alles muss so bleiben, wie Gott es geschaffen hat. Eine künstliche Veränderung ist nicht gestattet.

Im achten Kapitel des zweiten Buches wird darauf hingewiesen, dass auch ein Mann sich von solchen Künsten fernzuhalten habe.
De cultu feminarum gibt wertvolle Aufschlüsse über die Schmuck- und Schminkgewohnheiten der Antike, weil Tertullian diese detailliert beschreibt. Zahlreiche Parallelen zu dieser Schrift finden sich in De habitu virginum (dt.: „Über die Haltung der Jungfrauen“) des Kirchenvaters Cyprian von Karthago.

## Quelle
- Tertullian: Private und katechetische Schriften. Aus dem Lateinischen übersetzt von K. A. Heinrich Kellner. (Bibliothek der Kirchenväter, 1. Reihe, Band 7.) München 1912.